# Георги Йорданов (генерал)
Вижте пояснителната страница за други личности с името Георги Йорданов.
Георги Йорданов Йорданов е български офицер, генерал-майор.

## Биография
Георги Йорданов е роден на 8 октомври 1891 г. в град Сливен. Служи в 11-и пехотен сливенски полк и 4-та сборна пехотна дружина. От 1930 г. е на служба в 29-и пехотен ямболски полк, след което 1933 г. е назначен за началник-щаб на 3-та пехотна балканска дивизия, от следващата година е командир на 24-и пехотен черноморски полк, през 1935 е назначен за командир на 3-ти пехотен бдински полк, като същата година става помощник-командир на 2-ра пехотна тракийска дивизия. Тогава е назначен и за комендант на столицата. През 1938 г. става инспектор на пограничната стража, а през 1939 г. е назначен за командир на 10-a пехотна беломорска дивизия. Уволнява се през 1940 г.

## Семейство
Генерал-майор Георги Йорданов е женен и има 2 деца.

## Военни звания
- Подпоручик (2 август 1912)
- Поручик (2 август 1914)
- Капитан (20 юли 1917)
- Майор (27 ноември 1923)
- Подполковник (5 декември 1927)
- Полковник (18 юли 1934)
- Генерал-майор (1940)